# Riktningsstyrande ventil
Riktningsstyrande ventil är ett övergripande begrepp som  avser funktionen av ventilen i ett system. Denna ventiltyp reglerar inte flöde eller tryck, utan vilken väg mediumet (gas, vätska eller pulver) ska ta.
De vanligaste typerna i sammanfattning:
- Spärrventiler
  - Backventiler tillåter endast flöde i ena riktningen.
  - Växelventiler används för att växla mellan två matningar till ett gemensamt utlopp. Används oftast i styrkretsar som ELLER-funktion.
  - Tvåtrycksventiler blockerar det gemensamma utloppet om inte lika tryck kommer från bägge matningarna. Används oftast i styrkretsar som OCH-funktion.
  - Snabbtömningsventil (även dump-ventil) används för att snabbt tömma en inaktiv krets för minimalt mottryck till den aktiva kretsen.
- Riktningsventil väljer mellan flera utlopp, oftast i kombination med återmatning/tömning av den inaktiva kretsen.

## Källa
- Holm, Hans (1970). Handbok i tryckluftsteknik. AB Mecman. sid. 47-84